# The Definitive Singles Collection 1984–2004
The Definitive Singles Collection: 1984—2004 — сборник норвежской группы A-ha, изданный 11 апреля 2005 года лейблом Warner Bros Records.

## Об альбоме
Сборник содержит в себе 19 хитов A-ha. Коллекция охватывает семь студийных альбомов: Hunting High and Low, Scoundrel Days, Stay on These Roads, East of the Sun, West of the Moon, Memorial Beach, Minor Earth Major Sky, Lifelines. Некоторые издания антологии включают анимационное видео на «Take on Me», удостоенной премии в номинациях «Лучшее видео дебютанта», «Лучшее концептуальное видео», «Лучшая постановка». Все синглы из данных альбомов были изданы до 2004 года. Список композиций The Definitive Singles Collection: 1984—2004 немного отличается от Singles 1984—2004: в последнем присутствуют песни «Move to Memphis», «Minor Earth, Major Sky», «Forever Not Yours», которые отсутствуют в первом издании.
Отзывы критиков на оба издания были положительные. Стивен Томас Эрлевайн из Allmusic в своей рецензии отметил, что анимационное видео на «Take on Me», созданное путём ротоскопирования, дало начало новой эпохе видеоклипов, но в США A-ha часто считаются группой одного хита на MTV. Однако, по мнению Эрлевайна, у коллектива был большой и успешный творческий путь в Европе, где они были авторами хитов. The Singles 1984—2004, содержащий успешные хиты, как «The Sun Always Shines on TV», «Hunting High and Low», «I’ve Been Losing You», «Cry Wolf», «The Living Daylights», «Stay on These Roads», «Crying in the Rain», «Summer Moved On» и «Forever Not Yours», дает краткое представление об их творческом пути. Он также полагает, что этого будет недостаточно чтобы покорить скептиков, но материала вполне хватит для доказательства того, что A-ha — не группа одного хита. И для тех поклонников, которые ищут солидную коллекцию хит-синглов A-ha, этот сборник вполне подойдёт.

## Список композиций

### The Singles: 1984—2004
1. «Take on Me» — 3:48
2. «The Sun Always Shines on T.V.» (7" edit) — 4:42
3. «Train of Thought» (7" remix) — 4:15
4. «Hunting High and Low» (7" remix) — 3:47
5. «I've Been Losing You» — 4:25
6. «Cry Wolf» — 4:03
7. «Manhattan Skyline» (7" edit) — 4:17
8. «The Living Daylights» (single version) — 4:14
9. «Stay on These Roads» — 4:46
10. «Touchy!» — 4:33
11. «Crying in the Rain» — 4:22
12. «Move to Memphis» — 4:13
13. «Dark Is the Night for All» — 3:46
14. «Shapes That Go Together» — 4:14
15. «Summer Moved On» (radio edit) — 4:03
16. «Minor Earth Major Sky» (Niven’s radio edit) — 4:03
17. «Velvet» (radio version) — 4:05
18. «Forever Not Yours» — 4:03
19. «Lifelines» (album version edit) — 3:58

### The Definitive Singles Collection 1984—2004
1. «Take on Me» — 3:47
2. «The Sun Always Shines on T.V.» — 4:42
3. «Train of Thought» — 4:14
4. «Hunting High and Low» — 3:46
5. «I’ve Been Losing You» — 4:24
6. «Cry Wolf» — 4:03
7. «Manhattan Skyline» — 4:18
8. «The Living Daylights» — 4:13
9. «Stay on These Roads» — 4:45
10. «Touchy!» — 4:31
11. «You Are the One» — 3:49
12. «Crying in the Rain» — 4:21
13. «Dark is the Night» — 3:44
14. «Shapes That Go Together» — 4:13
15. «Summer Moved On» — 4:02
16. «Lifelines» — 3:57
17. «Velvet» — 4:05
18. «Take on Me» (enhanced video)

## Места в хит-парадах и сертификации
| Альбом                                       | Страна         | Место |
| -------------------------------------------- | -------------- | ----- |
| The Definitive Singles Collection: 1984—2004 | Великобритания | 14    |
| Альбом                                       | Страна         | Место |
| The Singles 1984—2004                        | Германия       | 49    |
| The Singles 1984—2004                        | Норвегия       | 4     |
| The Singles 1984—2004                        | Швеция         | 8     |

| Альбом                                       | Страна               | Статус  |
| -------------------------------------------- | -------------------- | ------- |
| The Definitive Singles Collection: 1984—2004 | Великобритания (BPI) | Золотой |
| The Singles 1984—2004                        | Германия (BVMI)      | Золотой |

## Участники записи
A-ha
- Мортен Харкет — вокал, композитор
- Магне Фурухольмен — клавишные, продюсер, композитор
- Пол Воктор-Савой — гитара, продюсер, композитор

А также
- Билл Инглот — продюсер, ремастеринг
- Дэн Челмерз, Фред Энх — продюсеры
- Лорен Савой, Кэрол Кинг, Оле Сверре Олсен, Ховард Гринфилд — композиторы
- Кристофер Нил, Стивен Хаг, Тони Мэнсфилд, Роланд Спремберг, Джейсон Корсаро, David Z — продюсеры
- Алан Тарни — продюсер, ремиксы
- Фрод Юннеланд, Эльмар Уоллджеспер, Питер Линдволл, Пер Линдволл, Майкл Стёрджис — ударные
- Свен Линдволл — бас-гитара
- Джон Рэтклифф, Нивен Гарланд — ремиксы
- Дэн Херш — ремастеринг
- Йоаким Милдер — аранжировка струнных
- Олаф Хайне, Джаст Лумис, Нат Брай — обложка
- Стивен Гоуд — бас-гитара, ситар
- Джон Барри — композитор, продюсер
- Сара Каминс, Джери Хейден — арт-директора́